# Sbor pověřenců 1. září 1944 – 5. září 1944
Sbor pověřenců 1. září 1944 – 5. září 1944 působil jako vládní orgán na Slovensku během Slovenského národního povstání v září 1944. Šlo o v pořadí první Sbor pověřenců.

## Složení Sboru pověřenců
- pověřenec pro věci vnitřní:
  - Gustáv Husák a Ivan Štefánik
- pověřenec pro národní obranu:
  - neobsazeno
- pověřenec pro finance:
  - Viliam Pauliny a Karol Markovič
- pověřenec pro věci hospodářské a zásobovací:
  - Ján Púll a Ján Ursíny
- pověřenec pro školství a národní osvětu:
  - Alexander Bahurinský a Jozef Lettrich
- pověřenec pro dopravu a veřejné práce:
  - Štefan Višňovský a Jozef Styk
- pověřenec pro spravedlnost:
  - Jozef Šoltész a Ivan Pietor
- pověřenec pro zdravotnictví:
  - Daniel Petelen a Iľja Paulíny-Tóth
- pověřenec pro sociální péči:
  - František Kubač a Fedor Thurzo